# Angelo Veccia
Angelo Veccia (Roma, 21 marzo 1963) è un baritono italiano.

## Biografia
Angelo Veccia, figlio d'arte, si forma sin dalla più tenera età sotto la guida del padre, il tenore Luigi Veccia, vincitore nel 1964 del Concorso di Spoleto, studiando all'Accademia di Santa Cecilia. Dopo la vittoria al concorso Battistini nel 1983 e nel 1984, debutta come basso prima negli Stati Uniti come dottor Grenvil ne La traviata e poi nel ruolo di Colline in una produzione de La bohème che lo porta a cantare in numerose piazze del centro Italia. Vincitore di una borsa di studio l'anno seguente continua la sua formazione a New York presso la prestigiosa Juilliard School nella classe di Daniel Ferro. Sempre come basso ha modo di debuttare vari ruoli, spesso in lingua inglese, tra cui Figaro nell'opera mozartiana, Basilio ne Il barbiere di Siviglia, Raimondo nella Lucia di Lammermoor e Don Profondo nella prima americana del Viaggio a Reims.
In seguito alla scoperta e allo sviluppo della zona acuta tipica del registro baritonale, nel 1988 debutta come Silvio nei Pagliacci e Belcore ne L'elisir d'amore, mentre nel 1990 interpreta per la prima volta Figaro nel Barbiere di Siviglia, ruolo che avrà modo di cantare più volte in Italia e all'estero. Nella definitiva corda di baritono ha iniziato una carriera che lo ha portato a cantare in numerosi teatri e sale di tutto il mondo (Teatro alla Scala, Arena di Verona, Concertgebouw ad Amsterdam), con rinomati direttori d'orchestra (Riccardo Chailly, Riccardo Muti, Daniele Gatti, Valerij Gergiev, Daniel Oren, Ádám Fischer), registi (Luca Ronconi, Robert Wilson e Zhang Yimou) e colleghi (Plácido Domingo, Mirella Freni, Samuel Ramey, Bonaldo Giaiotti, Luciana D'Intino, Nicolai Ghiaurov, Angela Gheorghiu, Rockwell Blake, Daniela Dessì, Bernadette Manca di Nissa, Carlo Bosi, Ferruccio Furlanetto, Cecilia Bartoli, Blagoj Nacoski, Roberto Alagna, Barbara Frittoli, Jonas Kaufmann, Alfredo Mariotti, Giusy Devinu).
Suo fratello è il direttore d'orchestra Simone Veccia, fondatore a Roma della Piccola Orchestra '900.

## Repertorio
- Vincenzo Bellini
  - I puritani (Sir Riccardo)
- Georges Bizet
  - Carmen (Escamillo)
- Francesco Cilea
  - Adriana Lecouvreur (Michonnet)
- Antônio Francisco Braga
  - Jupira (Quirino)
- Gaetano Donizetti
  - L'elisir d'amore (Sergente Belcore)
  - Lucia di Lammermoor (Lord Enrico Ashton)
- Elena Barbara Giuranna
  - Mayerling (Arciduca Giovanni Salvatore)
- Christoph Willibald Gluck
  - Iphigénie en Tauride (Un scita)
- Ruggero Leoncavallo
  - Pagliacci (Silvio)
- Pietro Mascagni
  - Amica (Giorgio)
  - Cavalleria rusticana (Alfio)
- Giacomo Meyerbeer
  - L'africana (Nelusko)
- Giovanni Paisiello
  - Nina, o sia La pazza per amore (Giorgio)
- Ildebrando Pizzetti
  - Assassinio nella cattedrale (Secondo tentatore)
- Giacomo Puccini
  - La bohème (Marcello)
  - Gianni Schicchi (Gianni Schicchi)
  - Madama Butterfly (Sharpless)
  - Manon Lescaut (Lescaut)
  - Tosca (Il barone Scarpia)
  - Turandot (Ping)
- Nikolaj Rimskij-Korsakov
  - Il gallo d'oro (Zarevic Afron)
- Gioachino Rossini
  - Il barbiere di Siviglia (Figaro)
- Fabio Vacchi
  - Teneke (Medico)
- Giuseppe Verdi
  - Aida (Amonasro)
  - Un ballo in maschera (Renato)
  - Don Carlo (Rodrigo)
  - Ernani (Don Carlo)
  - Falstaff (Lord Ford)
  - Macbeth (Macbeth)
  - Otello (Iago)
  - Rigoletto (Rigoletto)
  - La traviata (Giorgio Germont)
  - Il trovatore (Il Conte di Luna)

## Discografia
- Gluck: Iphigénie en Tauride (Carol Vaness, Thomas Allen, Gösta Winbergh, Giorgio Surian, Riccardo Muti, Orchestra del Teatro alla Scala, 1993) Sony.
- Puccini: Tosca (Mirella Freni, Placido Domingo, Samuel Ramey, Anthony Laciura, Angelo Veccia, Bryn Terfel; Giuseppe Sinopoli, Philharmonia Orchestra, 1992) Deutsche Grammophon.

## DVD
- Paisiello: Nina, o sia la Pazza per amore (Cecilia Bartoli, Jonas Kaufmann, László Polgár, Juliette Galstian, Angelo Veccia; Ádám Fischer, Orchestra dell'Opernhaus di Zurigo, 1998).